# Jack Daniel
Jasper Newton "Jack" Daniel (Lynchburg, 5 de setembro de 1846, 10 de outubro de 1911) foi um destilador norte-americano que fundou em 1856 a Jack Daniel Distillery (desde 1956: Brown-Forman Corporation), conhecida pela produção do uísque Jack Daniel's.

## Biografia
Jack Daniel, ou Mr. Jack, teria nascido em setembro de 1846, mas a data exata é desconhecida, pois um grande incêndio em sua cidade natal destruiu todos os registros públicos. Sua tumba marca seu nascimento como 1850, fato controverso, pois sua mãe morreu em 1847.
Tornou-se um personagem folclórico não só pelo uísque que criou, mas também pelas dezenas de lendas que cercam sua vida.
Jack começou a trabalhar no alambique do pai aos sete anos. Quando este resolveu parar de beber, pois não pegava bem para um pastor propagar a fé por vezes com um certo hálito suspeito, deu ao filho a destilaria de presente. Três anos depois, com dezesseis anos de idade, Jack já era mestre em destilar. Usava água pura que brotava numa caverna próxima e grãos selecionados, produzindo uma bebida muito boa, amadurecida em barris de carvalho. Jack era absolutamente neurótico com a qualidade de seus produtos. Criou um processo inovador, que consiste em passar a bebida por uma camada de carvão, de modo a melhorar seu gosto.

### Morte
Outra mística que envolve a figura de Mr. Jack é sua morte.
Certo dia no ano de 1905, após chegar na sede de sua empresa, Jack foi abrir seu cofre antigo, de ferro fundido, com segredo giratório. Provavelmente afetado pelo uísque que criou, não conseguiu lembrar a combinação. Não conseguindo abrir o cofre o chutou com raiva. O acidente lhe rendeu um dedo quebrado e uma gangrena. A infecção sanguínea causada por este incidente o mataria em 1911.